# Oseas Guiñazú
Oseas Guiñazú fue un político argentino que fue designado Gobernador de la Provincia de Mendoza el 10 de junio de 1890, gracias a un acuerdo entre orteguistas y beneguistas. Guiñazú tenía relación de amistad con el presidente de la Nación Miguel Juárez Celman.
El 15 de octubre de 1891 debió renunciar a su cargo ya que su posición se había debilitado frente al bando orteguista. Los legisladores acordaron nombrar al Dr. Pedro Nolasco Ortiz, hijo del exgobernador del mismo nombre.
- Datos: Q7106459